# 神戸市立井吹台中学校
神戸市立井吹台中学校（こうべしりつ いぶきだいちゅうがっこう）は、兵庫県神戸市西区にある公立中学校。

## 概要
2001年度「子どもの読書活動優秀実践校」として表彰されている。
平成27年度には、神戸市SSS（JAXA筑波宇宙センター見学会）推進事業、宇宙教育事業重点推進校に認定されている。

## 沿革

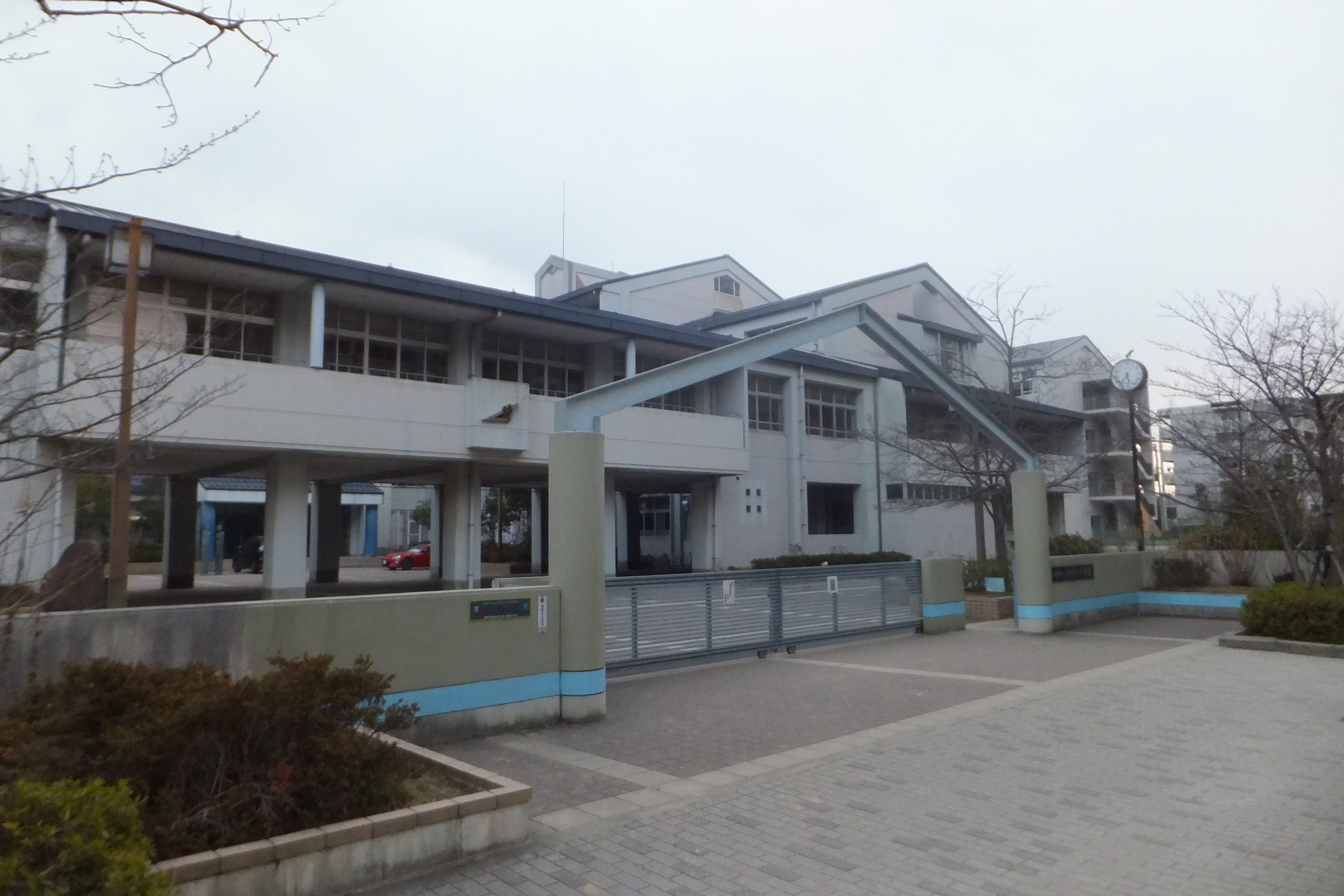
正門

- 1993年 - 開校
- 1999年 - 西校舎増築
- 2002年 - エレベーター設置
- 2015年 - 第2グラウンド新設

## 生徒数
- 1年 - 370人
- 2年 - 350人
- 3年 - 392人
- 計 - 1,112人

（2024年時点）
兵庫県内唯一生徒数が1100名を超える関西最大級の中学校である。

## 部活動

### 運動部
- 野球部
- サッカー部
- 陸上競技部
- 卓球部
- バスケットボール部
- ソフトテニス部
- 体操部
- 男子ハンドボール部
- バレーボール部

### 文化部
- 吹奏楽部
- 美術部
- 理科部
- パソコン部
- 茶道部
- 家庭部

## 校区
- 井吹台東町
- 井吹台西町
- 井吹台北町
- 伊川谷町　井吹（吹上地区）
- 伊川谷町　井吹（永井谷地区）

## 校区内の小学校
- 神戸市立井吹西小学校
- 神戸市立井吹東小学校
- 神戸市立井吹の丘小学校

## 制服
- 男子　
  - 冬服はブレザー、カッターシャツ、スラックスである。
  - 夏服はカッターシャツ、スラックスである。
- 女子　
  - 冬服はブレザー、ベスト、カッターシャツ、吊りスカートである。
  - 夏服はカッターシャツ、吊りスカートである。

- 男女ともに季節間に更衣準備期間あり

## 交通アクセス
- 神戸市営地下鉄 西神南駅下車 南へ5分

## 通学区域が隣接している学校
- 神戸市立太山寺中学校
- 神戸市立伊川谷中学校
- 神戸市立櫨谷中学校